# SYM Cruisym
Il SYM Cruisym è uno scooter prodotto dalla casa motociclistica Taiwanese SYM dal 2017.

## Storia
Il Cruysim venne presentato al Salone di Colonia 2016 ed entra in produzione nel 2017. È uno scooter di medie dimensioni dall’estetica sportiva che affianca nella gamma il SYM Joymax, a differenza di quest’ultimo il Cruisym ha un’impostazione più cittadina con maggiori protezioni in plastica e si rivolge ad un pubblico più giovanile. In Italia è importato nella sola motorizzazione 300, mentre nel resto dell’Europa ed in Asia è disponibile anche la versione 125.
Presenta un fanale anteriore Full Led e indicatori di direzione integrati negli steli degli specchietti, ha due vani dietro lo scudo anteriore che contengono la presa USB e una presa 12 V, il parabrezza è regolabile e il vano sottosella ospita due caschi integrali. La pedana poggiapiedi per il pilota è inclinata di 40°.
La ciclistica è derivata dall’ultima generazione del Joymax, ha un telaio in tubi di acciaio con sospensione anteriore e forcella telescopica dal diametro di 41 mm; e sospensione posteriore a doppio ammortizzatore regolabile nel precarico.
La lunghezza è di 2.175 mm, la larghezza misura 760 mm, altezza 1.440 mm e il passo misura 1.550 mm, con la seduta a 760 mm da terra.
L’impianto frenante è composto da disco anteriore da 260 mm e disco posteriore da 240 mm. L’ABS è di serie. Gli pneumatici misurano 120/70 R14 anteriore e 140/60 R13 posteriore.
La gamma motori è composta dal 125, 250 e 300 (solo quest’ultimo importato in Italia).
Il 125 è un monocilindrico quattro tempo a iniezione da 124,9 cc effettivi omologato Euro 4 e raffreddato a liquido che eroga 14.08 CV (10,3 kW) a 8.750 giri/min e 9.80 Nm (1,0 kgm) a 5.250 giri/min. 
Il 250 ha una cubatura di 249.4 cc, è monocilindrico quattro tempi a iniezione raffreddato liquido con quattro valvole e omologazione Euro 4 che eroga 21.2 CV (15,5 kW) 7.500 giri/min e 23,5 Nm di coppia massima a 5.500 giri/min.
Il motore 300 ha una cubatura effettiva di 278.3 cc, è un monocilindrico quattro tempi e quattro valvole raffreddato a liquido omologato Euro 4 che eroga 27,3 CV (20,1 kW) a 7.750 giri e una coppia massima di 27,3 Nm (2,78 kgm) a 6.750 giri. Tutti i modelli hanno un serbatoio da 12 litri

## SYM Cruisym α

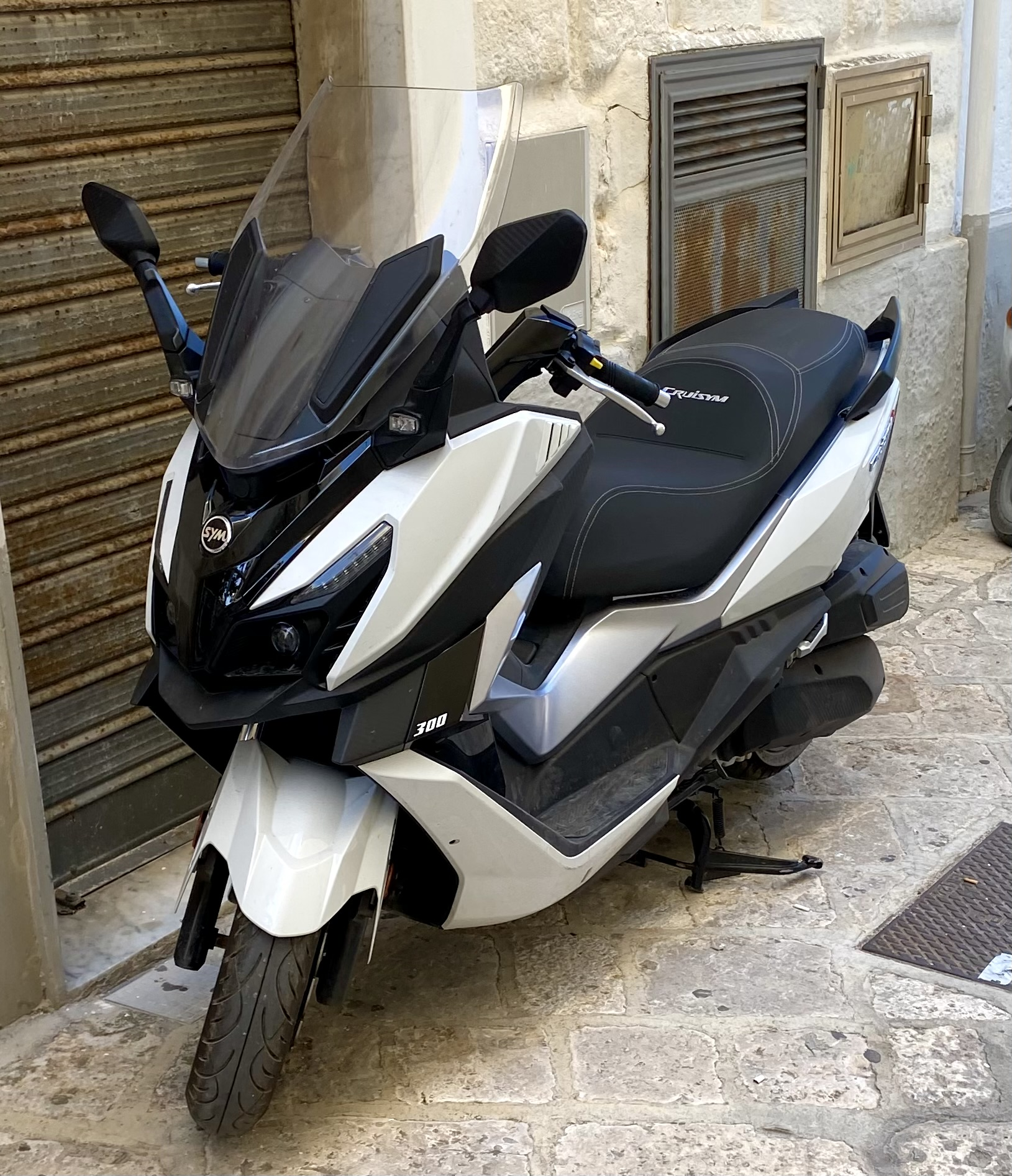
SYM Cruisym α 300

Il Cruisym α (Alpha) è la versione restyling introdotta ad EICMA nel novembre 2020 e posta in vendita dal 2021.
Viene aggiornato il frontale con nuovo fanale e nuovo scudo più spigoloso e con plastiche ad effetto carbonio e la gamma motori omologata Euro 5. Viene introdotto di serie il controllo di trazione TCS.
In Italia viene importato solo il modello 300.
La potenza del motore 300 scende a 26 CV erogati a 7.500 giri/min e la coppia è invece di 26,2 Nm a 6.750 giri/min.